# Postrzygałki
Postrzygałki – dawna miejscowość, obecnie nieoficjalna część miasta Mszczonowa, w województwie mazowieckim, w powiecie żyrardowskim. Leży między ulicami Tarczyńską i Magazynową, w najdalej na wschód wysuniętej części Mszczonowa.
Do 31 grudnia 1961 Postrzygałki znajdowały się w granicach Mszczonowa, po czym zostały z niego wyłączone i włączone do gromady Bronisławów. Obecnie ponownie w granicach Mszczonowa.